# Begonia anisosepala
Espèce
Synonymes
- Begonia calophylla Gilg ex Engl.[1]

Begonia anisosepala est une espèce de plantes de la famille des Begoniaceae.
L'espèce fait partie de la section Scutobegonia.
Elle a été décrite en 1871 par Joseph Dalton Hooker (1817-1911).

## Répartition géographique
Cette espèce est originaire des pays suivants : Cameroun ; Guinée Équatoriale ; Gabon.